# 五百円硬貨
五百円硬貨（ごひゃくえんこうか）は、日本国政府（財務省）が発行する貨幣で、額面500円の硬貨である。五百円玉（ごひゃくえんだま）、五百円貨、五百円貨幣とも呼ばれる。
一般流通用として1982年（昭和57年）に発行された白銅貨、2000年（平成12年）から発行されたニッケル黄銅貨、2021年（令和3年）から発行されているバイカラー・クラッド貨がある。
また、1985年（昭和60年）に開催された国際科学技術博覧会を機に記念硬貨が発行されて以後、折に触れて額面500円の記念硬貨が発行されている。
いずれも法定通貨として有効である。

## 概要

### 背景
額面500円の通貨としては、1951年（昭和26年）発行開始のB500円券と1969年（昭和44年）発行開始のC500円券があった。自動販売機が普及するなかで、インフレにともない百円硬貨よりも高額の硬貨が求められた。

### 500円硬貨の制定と発行
1938年（昭和13年）に制定された臨時通貨法について1981年（昭和56年）5月15日に500円の貨種を追加する改正を行い、1982年（昭和57年）4月1日より臨時補助貨幣として五百円白銅貨が発行された。1988年（昭和63年）の通貨の単位及び貨幣の発行等に関する法律の施行に伴い「通貨」とみなされた。五百円白銅貨発行後も暫く五百円紙幣が並行して発行されていたが1994年（平成6年）に日本銀行からの支払が停止され、紙幣を硬貨で置き換えた。

### 更新
大規模な通貨の偽造事件を受けて、2000年（平成12年）8月1日より素材をニッケル黄銅に変更し、微細線、斜めギザなど偽造対策を施した2代目五百円ニッケル黄銅貨が発行された。2021年（令和3年）11月1日より素材をバイカラー・クラッド仕様とし、微細文字、異形斜めギザなど更なる偽造対策を施した3代目五百円バイカラー・クラッド貨の発行が開始された。
いずれも発行開始当初から通貨の単位及び貨幣の発行等に関する法律の下で「貨幣」として発行されている。

### 通用力
これまで発行された3種の五百円硬貨はいずれも通貨の単位及び貨幣の発行等に関する法律の下で「貨幣」として有効であるが、自動販売機等で使用するにあたり五百円白銅貨は古い硬貨であるため、五百円バイカラー・クラッド貨は未対応であるために受け付けられないことがある。また、鉄道駅の券売機等では使用枚数を1枚に制限していることがある。
通貨の単位及び貨幣の発行等に関する法律第七条に基づき、一度の取引において強制通用力を有するのは20枚（10,000円）までである。なお、21枚以上の使用については受け取り側は拒否することができ、その場合には支払い側が受け取るように強いることは出来ないが、双方の合意の上で使用するには差し支えない。

### 高価値貨幣
記念硬貨などを除いた一般流通硬貨において、額面金額500円の硬貨は日本の硬貨で最高額であるばかりでなく、世界でも有数の高価値の硬貨である。このことが韓国の500ウォン硬貨など、低価値の硬貨による大量の通貨変造事件（後述）を招き、2000年（平成12年）には緊急改鋳を余儀なくされた。その後は、日本銀行券と同様に、概ね20年程度の間隔で偽造防止を目的として新たな偽造防止技術を盛り込んだものに更新されており、これまで、初代の五百円白銅貨は日本銀行券のD号券、2代目のニッケル黄銅貨はE号券、3代目のバイカラー・クラッド貨はF号券にそれぞれ数年先んじて発行されている。

## 五百円白銅貨（初代）

### 概要
1982年（昭和57年）4月1日に五百円紙幣（岩倉具視の肖像のC五百円券）に替わり登場した。
表面には桐の花葉および「日本国」と「五百円」の文字が、裏面には製造年表記と上下に竹の葉、左右に橘の小枝がデザインされており、裏面の「500」の数字の書体はC五百円券に由来する。材質は銅75%、ニッケル25%の白銅製であり、同じ組成の白銅製の五十円白銅貨・百円白銅貨より大きくすることは当然だが、どの程度大きくするかについては携帯の便、他の貨幣との識別、諸外国の高額貨幣とのバランスなどを検討した結果、直径26.5 mmという大きさになった。なお厚みは実測で1.85 mmとなっている。
縁には偽造防止技術の一つとして「NIPPON ◆ 500 ◆」の文字（レタリング）が繰り返し刻印されている。これは造幣局創業以来初めて採用された技術である。円周の文字の刻印の向きに対して裏表を揃えずに刻印しているため、「NIPPON ◆ 500 ◆」の文字を正しく読めるように置いた時に上面が表になるものと裏になるものとがほぼ半数ずつ存在する。
日本銀行での整理の際に用いられる麻袋（かつて造幣局で製造されてから日本銀行に納入される際に用いられたものも同様）については、五百円白銅貨は1袋に2000枚（金額100万円、正味重量14.4kg）詰められ、封緘の色は桃色となっている。

### 歴史
百円硬貨の流通高が硬貨全体の60％を超え、また自動販売機の急速な普及を背景として更に高額面の硬貨が求められたことにより、世界的にみれば異例の高額面硬貨として発行された。
臨時補助貨幣として発行が開始された通常貨幣はこの五百円白銅貨が最後である。
既に回収が進み、市中ではほとんど流通していない。年銘では昭和62年銘の製造枚数が最も少なく（277万5000枚）、昭和64年銘がそれに次いで少ない（1604万2000枚）。これらの年銘の未使用硬貨は古銭商などで額面を超える価格で取引されている。それ以外の年号は、現存数が非常に多く、かつ地金価値が額面を大幅に下回るため、古銭商が買取することはほぼない（ただしエラー等の場合はこの限りではない）。
後述の通貨変造事件の多発により、2000年（平成12年）に五百円ニッケル黄銅貨に引き継がれる形で発行が停止された。このとき、「平成十二年」銘の五百円白銅貨が製造されたものの、結局発行されなかった。

## 五百円ニッケル黄銅貨（2代目）

### 概要
1997年（平成9年）ごろから偽造・変造硬貨が相次いで発見され社会問題となったため、2000年（平成12年）8月1日に材質を変更し、偽造対策を施してデザインを変更した2代目の五百円硬貨である五百円ニッケル黄銅貨に改鋳された。早急に対応を行う必要があったため、基本的な図柄は変更せず、材質の変更と偽造防止対策の搭載を行った。
発行開始当初から通貨の単位及び貨幣の発行等に関する法律による「貨幣」として発行された初の通常硬貨である。また、同法の下で多数の記念硬貨が製造発行されているが、通常硬貨としてはこの五百円ニッケル黄銅貨が新規仕様で発行された唯一の硬貨である。
平成から令和への元号の変わり目の年となった2019年（平成31年/令和元年）の五百円硬貨については、平成31年銘の発行枚数が1億2616万4000枚だったのに対し、令和元年銘の発行枚数は7695万6000枚となり、令和元年銘の方が少なくなったのみならず、令和元年銘の五百円硬貨は、五百円ニッケル黄銅貨としては初めて1億枚を切って最少枚数の記録となったが、五百円ニッケル黄銅貨では、毎年安定して製造される傾向が続き、全体的に五百円白銅貨より各年の製造枚数が多い傾向があったこともあり、いわゆる特別年号（特年）と呼ばれる、未使用硬貨が古銭商などで額面を超える価格で取引されるほど発行枚数の少ない年銘は出なかった。
五百円バイカラー・クラッド貨への移行のため、五百円バイカラー・クラッド貨の製造が開始された2021年（令和3年）6月21日以降は五百円ニッケル黄銅貨の新規製造が停止され、2022年（令和4年）に十分な量の五百円バイカラー・クラッド貨が出回ったことに伴い、日銀で回収した五百円ニッケル黄銅貨の発行も停止された。
日本銀行での整理の際に用いられる麻袋（かつて造幣局で製造されてから日本銀行に納入される際に用いられたものも同様）については、五百円ニッケル黄銅貨は1袋に2000枚（金額100万円、正味重量14kg）詰められ、封緘の色は茶色となっている。

### 五百円白銅貨との違い
直径や表面の桐、裏面の竹と橘のデザインなど、大まかな外観に五百円白銅貨との差はないが、主に偽造防止のため、以下に示すようないくつかの違いがある。

#### 素材
五百円白銅貨が五十円白銅貨や百円白銅貨と同じ組成の白銅製だったのに対し、五百円ニッケル黄銅貨では銅72%、亜鉛20%、ニッケル8%のニッケル黄銅製となった。これにより電気伝導率などが変わるため、機械での偽造硬貨の検出が容易になった。またこれに伴い、色がやや金色がかり、量目も7.2 gから7.0 gになり0.2 g減っている。

#### 表裏面・側面の変更点・偽造防止技術
図柄は五百円白銅貨を踏襲しているものの、偽造防止を図るため、表裏のデザインがマイナーチェンジされ側面の意匠も変更された。
微細線
表面では、「日本国」「五百円」の背景部分が凸になっており、偽造防止としてそこに髪の毛より細い微細線が施されている。
微細点
表面の桐の葉の中央部分に微細点加工が施されている。また、微細線・微細点の両者とも、金属の微細加工における最先端技術を使用したものとなっている。
潜像
裏面では、「500」の数字の内側に穴が描かれておらず、「5●●」のような書体に変更された。さらにその「●」の部分には上に傾けると縦線、下に傾けると「500円」の文字が浮かび上がる潜像が施されている。ただし硬貨であるため、使い込まれたものについては摩耗等により潰れて見えづらいものも多い。
マイクロ文字
造幣局は公表していないが、肉眼では分かりづらいものの、「NIPPON」という6文字の0.2mmのマイクロ文字が表裏両面に刻印されている。
斜めギザ
側面では、五百円白銅貨のレタリングに代えて、五百円ニッケル黄銅貨では世界の硬貨でも極めて珍しい斜めのギザギザ（ギザ数は181）が入れられた。このように五百円硬貨は他の額面硬貨と比べ、側面の加工に高度な技術を用いている。　

#### 厚み
五百円白銅貨と五百円ニッケル黄銅貨は設計上は厚みが同一ということになっているが、実際には五百円ニッケル黄銅貨の厚みは実測で1.81mmとなっており、五百円白銅貨の1.85mmと比較して僅かに薄い。この差は、硬貨の縁が平滑面に陰刻からギザに変更されたためである。このため、五百円白銅貨50枚用のコインホルダーに五百円ニッケル黄銅貨が51枚収納できる場合がある。

## 五百円バイカラー・クラッド貨（3代目）

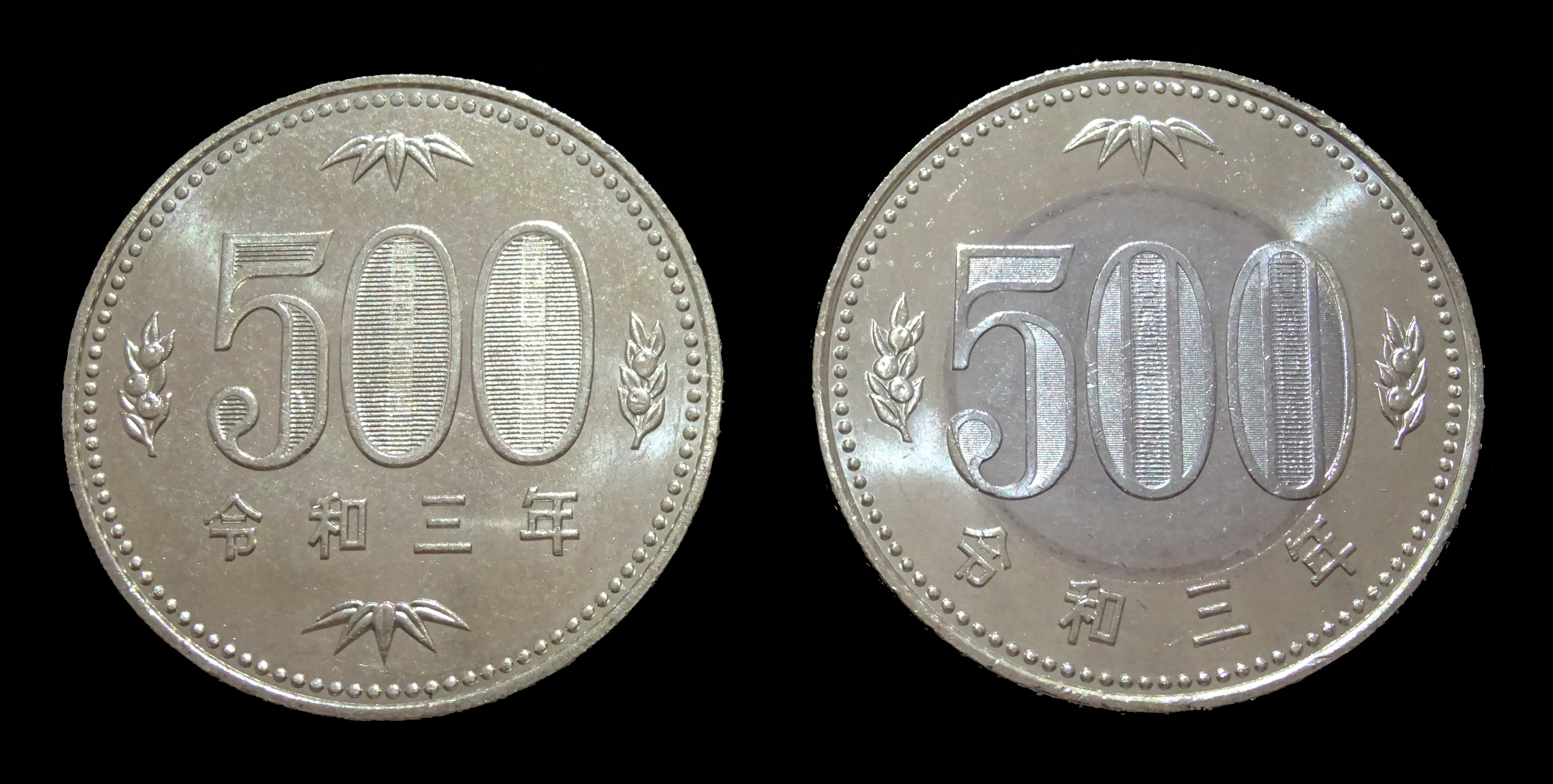
2021年（令和3年）に製造された五百円硬貨。ニッケル黄銅貨（左）とバイカラー・クラッド貨（右）の2種類が存在する。

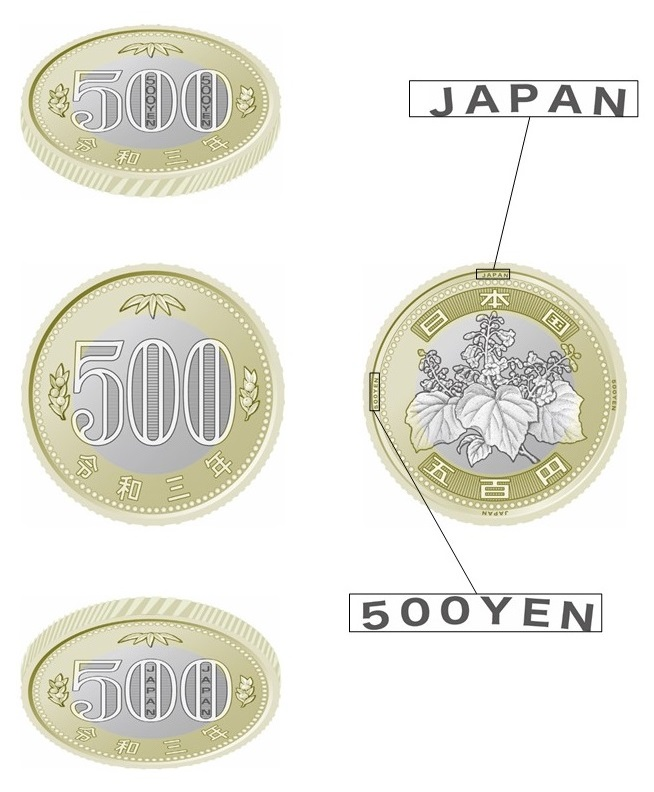
五百円バイカラー・クラッド貨の表裏面のデザイン

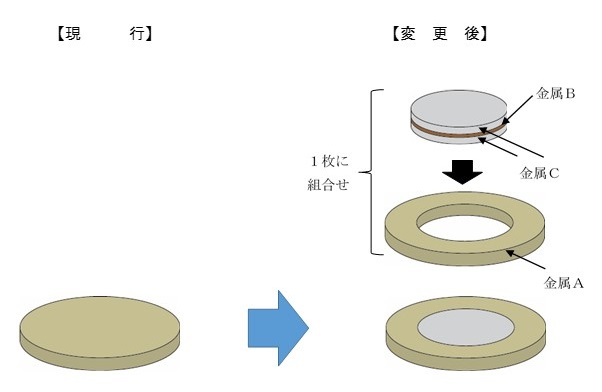
五百円バイカラー・クラッド貨の構造

### 概要
2021年（令和3年）11月1日に、偽造防止力の向上を目的としてデザインと材質を変更した3代目の五百円硬貨である五百円バイカラー・クラッド貨が登場。計画当初は2021年（令和3年）度上期の発行を予定していたが、COVID-19の流行の影響で、飲料・たばこなどの自動販売機や駅の券売機、ATMなどの各種機器を新硬貨に対応させる改修作業に遅れが出ているため、2021年（令和3年）1月22日財務省は発行の延期を表明。同年4月27日、改めて11月を目処に発行する事を発表した。
一般流通用の硬貨では、「令和三年」銘の五百円硬貨は、ニッケル黄銅貨とバイカラー・クラッド貨の2種類が存在する。日本で同一額面・同一年銘で2種類の硬貨が発行されるのは、五円硬貨の「昭和二十四年」銘の無孔黄銅貨と有孔楷書体黄銅貨以来である。
造幣局で製造されてから日本銀行に納入される際や、日本銀行での整理の際に用いられる麻袋については、現行五百円硬貨は1袋に2000枚（金額100万円、正味重量14.2kg）詰められ、封緘の色は青となっている。これは硬貨の大きさ・重さから他の日本の通常硬貨に比べて少ない枚数となっている。

### 変更点
素材や形式などの変更点を整理すると下表の通りとなる。図柄に用いられた題材（桐、竹、橘）は3種類とも同じである。
| 名称・発行開始日                                          | 素材・品位 | 量目 （g） | 直径 （mm） | 厚み （実測） （mm） | 偽造防止技術                                                                                         |
| --------------------------------------------------------- | --- | ---------- | ----------- | -------------------- | --- |
| 五百円白銅貨 （1982年（昭和57年）4月1日）                 | 素材白銅品位銅 75%ニッケル 25% | 7.2g       | 26.5        | 1.85mm               | 周囲レタリング （「NIPPON ◆ 500 ◆」）                                                                |
| 五百円ニッケル黄銅貨 （2000年（平成12年）8月1日）         | 素材ニッケル黄銅品位銅 72%亜鉛 20%ニッケル 8%                                                                                     | 7.0g       | 26.5        | 1.81mm               | 表面微細線微細点裏面潜像 （縦線・「500円」）周囲斜めギザ                                             |
| 五百円バイカラー・クラッド貨 （2021年（令和3年）11月1日） | 素材外縁：ニッケル黄銅中心：白銅で銅を挟んだ3層構造（バイカラー・クラッド）品位全体からの割合として銅 75%亜鉛 12.5%ニッケル 12.5% | 7.1g       | 26.5        | 1.81mm               | 表面微細線微細点微細文字 （「JAPAN」・「500YEN」）裏面潜像 （「500YEN」・「JAPAN」）周囲異形斜めギザ |

#### 偽造防止技術
新たな偽造防止技術として以下のものが採用されていることが公表されている。なお、下記の技術のうち2色3層構造のバイカラー・クラッドと縁の異形斜めギザは記念貨幣では既に実績のあるものである。2008年（平成20年）に発行された地方自治法施行60周年記念貨幣で初めて採用され、それ以降に発行された額面金額500円の記念硬貨でも一部を除き採用されている。
2色3層構造のバイカラー・クラッド
外周にはニッケル黄銅を採用し、内側は白銅で中心の銅を挟んだものとなる。銅の部分は外から見えないが、機械で扱うときに電気伝導率の変化を利用する際にこの層が有効となる。
異形斜めギザ
縁の斜めギザの一部を他のギザとは異なる形状（目の間隔・勾配など）にしたもので、偽造が困難。硬貨の上下左右の部分の斜めギザが、他の部分のギザよりも広い間隔となっており、加えてこの部分のギザは通常の等間隔のギザではなく鋸歯状のギザとなっている。流通用硬貨への採用は世界初となる。
五百円ニッケル黄銅貨の斜めギザと比較すると、硬貨の上下左右の部分以外を含めて全体的にギザの間隔が広くなっており、ギザの斜めの勾配が硬貨の面に対してやや深い角度に変更されている点でも異なっている。
微細文字
表面の縁の内側の上下に「JAPAN」、左右に「500YEN」の微細文字加工が施されている。
五百円ニッケル黄銅貨で既に採用されていた偽造防止対策である微細線・微細点・潜像も引き続き搭載されているが、微細線と潜像については下記の通りの変更が行われており、一段と偽造防止力が強化されている。
微細線
表面の「日本国」・「五百円」の文字の周囲の微細線は五百円ニッケル黄銅貨よりも高密度に線が刻まれているデザインに変更されている。
潜像
五百円ニッケル黄銅貨では上に傾けると縦線、下に傾けると「500円」の文字が浮かび上がるようになっていたが、改鋳後は上に傾けると「500YEN」、下に傾けると「JAPAN」の文字が浮かび上がるように変更された。また、潜像の大きさについても従来よりも小さいものに変更されている。
その他、造幣局が公表していない偽造防止対策として、五百円ニッケル黄銅貨と同じく肉眼では確認困難な大きさの「NIPPON」の6文字のマイクロ文字がシークレットマーク（暗証）として表裏両面に刻印されているが、このうち裏面についてはマイクロ文字の配置が変更されている。

#### 図柄
図柄は五百円ニッケル黄銅貨を踏襲しているものの、裏面のデザインについては上下左右の竹と橘の図柄のうち下の竹の図柄がなくなり、裏面下部の製造年の文字は直列から縁に沿っての円弧状の配置に変更された。これに伴い「500」の数字の位置が若干下に移動されている。また五百円ニッケル黄銅貨では裏面の「500」の数字の内側に穴が描かれておらず「5●●」のようになっており「●」の部分に潜像加工が施されていたが、潜像加工の場所が「0」の円の内側に変更されたため「500」の数字は五百円白銅貨に近い書体に戻る形となった。

## 流通状況
十円硬貨、五十円硬貨、百円硬貨と同様に自動販売機などで広く使われている。新規製造枚数も十円硬貨、百円硬貨と共に安定してまとまった量が製造され続けている。
五百円硬貨には強い需要があり、2011年（平成23年）には電子マネーの影響を受けにくいであろうという一部識者からの指摘があった。実際に、キャッシュレス化の進む2010年代以降でも、百円以下の硬貨と異なり五百円硬貨の流通高は継続して増加している状況にある。
自動販売機やバスの運賃箱・両替機等の各種機器においては、半導体不足の影響もあって、改修の遅れから、五百円バイカラー・クラッド貨に対応しているものと対応していないものが混在している。2024年2月現在、五百円バイカラー・クラッド貨に対応している自動販売機の割合は、日本全国の3割程度に留まっているとされる。一部のバス会社では、運賃箱・両替機を今後も五百円バイカラー・クラッド貨に対応させる予定がなく、その代わりに完全キャッシュレスへの移行の方向で方針を立てているところもある。一方、銀行等のATMや商店の自動釣銭機では、五百円バイカラー・クラッド貨への対応はほぼ完了している。

## 偽造・変造硬貨

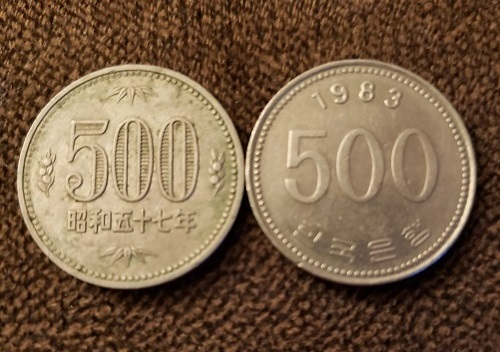
日本の500円白銅貨（左）と韓国の500ウォン硬貨（右）

1982年（昭和57年）に五百円硬貨が導入された同年、韓国でも500ウォン硬貨が導入された。当時の為替レートで日本円で約170円の価値であったが、材質も大きさも五百円硬貨と全く同じ、直径26.5 mmの白銅製であり、量目のみ7.7 gとやや重いだけであったため、表面を僅かに削ったりドリルなどで穴を空けたりすることで0.5 g質量を減らし、自動販売機で五百円硬貨として通用させる例が続出した。
500ウォン硬貨以外にも、件数は少なかったものの材質や質量・寸法が似通っていたイランの1リヤル硬貨やハンガリーの20フォリント硬貨および50フォリント硬貨、ポルトガルの旧25エスクード硬貨などを変造した硬貨も発見されている。
低価値の変造硬貨を500円として通用させて商品や釣銭を詐取する行為のほか、投入後に返却レバーを操作し、自動販売機に蓄えられていた真正の五百円硬貨が返却口に落ちてくるのと交換させる手口も横行した。このため、投入した硬貨をそのまま返却口に落とす仕様変更や、識別センサーの精度向上で変造硬貨を排除するといった対策も行われたものの功を奏さず、1997年（平成9年）以降は偽造・変造硬貨が特に急増したため、五百円硬貨の受入を停止する自動販売機が相次ぎ、駅の券売機で使用できる五百円硬貨を1枚に制限するなど、日本国内で社会問題となっていた。
このように、五百円硬貨を取り巻く状況が非常に悪くなったこともあり、2000年（平成12年）には緊急改鋳に追い込まれ、五百円白銅貨から五百円ニッケル黄銅貨に改められた。
五百円ニッケル黄銅貨発行後、自動販売機やATMの更新もあって、五百円白銅貨に擬した変造硬貨は次第に減少したものの、2003年（平成15年）ごろから散発的に五百円ニッケル黄銅貨の偽造が報告され始めた。
2005年（平成17年）1月末には、東京都・福岡県・熊本県の郵便局のATMや窓口から、最終的に2万枚近くに上る大量の五百円ニッケル黄銅貨偽造硬貨が発見され、同地域の郵便局ではATMでの硬貨の取り扱いが一時中断された。多くの自動販売機では一度に投入できる五百円硬貨の枚数を3枚までに制限しており、一部の自動販売機では1枚に制限している事例もある。
上述のような経緯から、五百円白銅貨は法的には現在も通用可能であるが、自動販売機などの精度の向上または更新により、使用できないケースが増えている。なお、昭和33年銘以前の十円硬貨（ギザ十）も自動販売機で使用できない比率が高い。
2020年（令和2年）の年末には偽造五百円硬貨が相次いで発見され、五百円バイカラー・クラッド貨の発行前に偽造硬貨の使用を急いだとの見方もあった。

### 廃止論
前述した通り、初代五百円白銅貨の偽造・変造事件の多発に加え、2代目の五百円ニッケル黄銅貨への切り替え後も偽造事件が相次いだことから、硬貨への偽造防止技術の追加は偽造への対策としては全く意味がないと主張し、最良の対策として五百円硬貨の完全な廃止を訴える声が2代目の発行直後に有識者から挙がっていた。
このことから、500円通貨については硬貨を廃止して紙幣に戻す案が出たこともあった。しかし、金属である硬貨に比べて紙で出来ている紙幣は劣化が早いため、莫大な流通量を考えると紙幣に戻すのはコストが掛かりすぎることから紙幣への切り替えは現実的でなく、廃案となっている。

## 記念貨幣
五百円硬貨が登場した1982年（昭和57年）以降に発行された記念貨幣については、金や銀などの貴金属を用いたものを除いて額面金額500円として発行されることが多い。
500円白銅貨
- 国際科学技術博覧会記念500円白銅貨
- 内閣制度創始百周年記念500円白銅貨
- 天皇陛下御在位六十年記念500円白銅貨
- 青函トンネル開通記念500円白銅貨
- 瀬戸大橋開通記念500円白銅貨
- 天皇陛下御即位記念500円白銅貨
- 沖縄復帰20周年記念500円白銅貨

以上については、材質は通常貨幣と同じだが、直径が通常貨幣より大きい30mm、量目も通常貨幣より重い13gとなっている。
- 皇太子殿下御成婚記念500円白銅貨
- 関西国際空港開港記念500円白銅貨
- 第12回アジア競技大会記念500円白銅貨幣（図柄は走る・泳ぐ・跳ぶの3種類あり）
- 長野オリンピック冬季競技大会記念500円白銅貨（図柄はスノーボード・ボブスレー・フリースタイルの3種類あり）
- 天皇陛下御在位10年記念500円白銅貨

以上については、直径・量目・材質とも通常貨幣の五百円白銅貨と同じ。ただしいずれも周囲はレタリングではなくギザであることが通常貨幣と異なる点である。

500円ニッケル黄銅貨
- 2002 FIFAワールドカップ記念500円ニッケル黄銅貨（図柄は3種類あり）
- 2005年日本国際博覧会記念500円ニッケル黄銅貨
- 南極地域観測50周年記念500円ニッケル黄銅貨
- 日本ブラジル交流年及び日本人ブラジル移住100周年記念500円ニッケル黄銅貨☆
- 天皇陛下御在位20年記念500円ニッケル黄銅貨幣☆

以上については、直径・量目・材質とも通常貨幣の五百円ニッケル黄銅貨と同じ。ただし☆については周囲が異形斜めギザであるところが通常貨幣と異なる点である（それ以外のものは周囲も通常貨幣と同じ斜めギザ）。

500円銀貨
- 中部国際空港開港記念500円銀貨

直径28mm、量目15.6g、品位は純銀、周囲は斜めギザ。この貨幣はプレミアム貨幣（貨幣の製造費用が額面価格を超える貴金属製の記念貨幣）である。

500円バイカラー・クラッド貨
- 地方自治法施行60周年記念500円バイカラー・クラッド貨（図柄は47種類あり）
- 天皇陛下御在位30年記念500円バイカラー・クラッド貨
- 天皇陛下御即位記念500円バイカラー・クラッド貨
- 2020年東京オリンピック・パラリンピック競技大会記念500円バイカラー・クラッド貨（図柄は雷神（オリンピック）・風神（パラリンピック）の2種類あり）★
- 2025年日本国際博覧会記念500円バイカラー・クラッド貨幣

以上については、直径・量目・材質とも通常貨幣の五百円バイカラー・クラッド貨と同じ。ただし★については周囲は異形斜めギザではなく通常の斜めギザ（オリンピック：細かい斜めギザ、パラリンピック：粗い斜めギザ）である。

## 未発行貨幣・試鋳貨幣等
- 五百円ニッケル黄銅貨（品位：銅72%・亜鉛20%・ニッケル8%、直径：26.5mm、量目：7.0g） - 平成12年銘の試作貨幣。発行された五百円ニッケル黄銅貨と異なる点は、潜像が「NIPPON」となっているところである。2002年11月に流出事件が発生した。

## 変遷
- 1981年（昭和56年）7月3日：五百円白銅貨の様式を制定[注 9][6]。
- 1982年（昭和57年）4月1日：五百円白銅貨発行開始[6]。図柄は桐。周囲はレタリング。
- 1988年（昭和63年）4月1日：通貨の単位及び貨幣の発行等に関する法律の施行により、従前は臨時補助貨幣として発行されていた五百円白銅貨は「貨幣とみなす臨時補助貨幣」として引き続き通用力を有することとなった。
- 1999年（平成11年）：五百円白銅貨製造終了。
- 2000年（平成12年）1月28日：五百円ニッケル黄銅貨の様式を制定[注 10]。
- 2000年（平成12年）8月1日：五百円ニッケル黄銅貨発行開始。従前の図柄を踏襲するも、偽造防止対策搭載のため「500」の数字など細部が異なる。周囲は斜めギザ。
- 2021年（令和3年）：五百円ニッケル黄銅貨製造終了。
- 2021年（令和3年）1月27日：五百円バイカラー・クラッド貨の様式を制定[注 11]。
- 2021年（令和3年）11月1日：五百円バイカラー・クラッド貨発行開始[13]。従前の図柄を踏襲するも、年銘の配置など細部が異なる。周囲は異形斜めギザ。

なお、1994年（平成6年）4月1日までは五百円紙幣が並行して発行されていた。

## 発行枚数推移
「独立行政法人造幣局 貨幣に関するデータ 年銘別貨幣製造枚数」より